# Vilson Antonio Romero
Vilson Antonio Romero (Porto Alegre, 27 de abril de 1957) é jornalista e administrador público brasileiro. Bacharel em Administração Pública e de Empresas, pela Universidade Federal do RS (UFRGS), e jornalista, pela Faculdade dos Meios de Comunicação (Famecos), da Pontifícia Universidade Católica (PUC/RS).
Em 1976, foi fundador e primeiro Presidente do Sindicato dos Trabalhadores na Administração das Empresas Jornalísticas do RS. Antes de assumir como Fiscal de Contribuições Previdenciárias (FCP) do Instituto de Administração Financeira da Previdência e Assistência Social (ex-Iapas), em abril de 1987, integrou a Comissão Nacional que reverteu a anulação do Concurso de 1985, permitindo todas as admissões de auditores até 1995.
Na Receita Federal do Brasil, já como Auditor Fiscal, integrou, desde 2008, a equipe do Serviço de Acompanhamento dos Maiores Contribuintes (Semac) na Superintendência da 10ª Região Fiscal, abrangendo e supervisionando a atividade em todo o RS, até se aposentar em setembro de 2017.
Na Associação Gaúcha dos Auditores Fiscais da Receita Federal do Brasil (Agafisp), exerce o cargo de Presidente no mandato 2025/2026, repetindo o que já ocorreu em duas outras oportunidades (1992 a 1993 e 1998 a 2000). Foi também Diretor de Comunicação Social (1993 a 1997), Diretor Administrativo/Cultural e Vice-presidente Cultural e Social (1990 a 1992), e Social (2000 a 2004), Diretor de Política de Classe (2008 a 2018 e 2019 a 2022) e editor e redator do Boletim Plantão Fiscal (entre 1989 e 2002 e 2019 a 2022).
Na Associação Nacional dos Auditores da Receita Federal do Brasil (Anfip), presidiu o Conselho Executivo nos mandatos 2015 a 2017 e 2022 a 2023. 
Anteriormente, supervisionou a área de Estudos Socioeconômicos, e ocupou a Vice-Presidência de Comunicação Social (1993 a 1997 – editor da Revista de Seguridade Social e do Informativo Fiscal e redator semanal do Linha Direta) e de Política Salarial, onde foi um dos coordenadores da primeira grande campanha salarial conjunta com a Fenafisp (1997 a 1998).
Foi um dos idealizadores da Proposta de Emenda Constitucional (PEC) n° 006/24, de 4 de março de 2024, que visa reduzir gradativamente a contribuição previdenciária dos servidores públicos aposentados e pensionistas de todos os poderes e esferas de governo.
Na Fundação Anfip de Estudos Tributários e da Seguridade Social, foi Consultor Técnico (entre 2000 e 2007), Diretor Administrativo (2009 a 2013), integrando hoje o Conselho Curador (até dezembro de 2025), depois de ter presidido o órgão entre 2015 e 2017 e 2022 e 2023).
No Sindicato dos Fiscais de Contribuições Previdenciárias do RS (Sindifisp/RS) foi um dos fundadores e integrante da Primeira Diretoria, entre 1989 a 1990 e Delegado Sindical, nos anos de 2006 e 2007.
No Sindicato Nacional dos Auditores Fiscais da Receita Federal do Brasil (Sindifisco Nacional), foi Presidente da Delegacia Sindical de Porto Alegre entre setembro de 2009 a agosto de 2013 e Diretor de Defesa da Justiça Fiscal e da Seguridade Social da Diretoria Executiva Nacional (DEN) no mandato 2012/2013.
No Departamento Intersindical de Estudos Socioeconômicos (Dieese), integrou a Diretoria Executiva Nacional, e a Diretoria do Escritório do Distrito Federal, na vaga da Anfip, entre 2022 e 2023.
Em 2018, foi eleito membro representante dos beneficiários no Conselho Deliberativo da Previdência Associativa do Ministério Público e Justiça Brasileira (Jusprev) com mandato até 2023, tendo também presidido, entre 2015 e 2017 e 2022 e 2023, o Colégio de Instituidoras da entidade fechada de previdência complementar.
Entre 1995 e 2006, auxiliou na criação e depois coordenou o Movimento Gaúcho em Defesa da Previdência Social que combateu as mudanças na previdência social pretendidas pelo governo federal, que resultaram nas Emendas Constitucionais 20, 41 e 47.
Atualmente é um dos coordenadores da Frente RS em Defesa do Serviço Público que congrega mais de 30 associações e sindicatos de servidores públicos federais, estaduais e municipais do RS. 
Presidiu, entre 2023 e 2024, a Pública Central do Servidor no Distrito Federal e, no Partido Democrático Trabalhista (PDT), dirige o Conselho Previdenciário do Movimento de Aposentados e Pensionistas (Mapi). 
Concorreu, em 2018, a deputado federal, pelo mesmo partido, tendo ficado na suplência da bancada gaúcha. 
Como jornalista, teve uma coluna semanal sobre previdência social no Jornal do Comércio de Porto Alegre (RS) entre 1992 e 1995, sendo também articulista periódico – gratuito – de mais de 30 jornais em todo o País – sempre defendendo os Auditores Fiscais, os jornalistas, a previdência social, a justiça tributária e a liberdade de imprensa.
Na Associação Riograndense de Imprensa (ARI), exerce, até 2026, o cargo de Diretor de Direitos Sociais e Imprensa Livre, tendo sido Vice-presidente no mandato de 2020 a 2023. 
Edita, desde 2005, um Boletim sobre Liberdade de Imprensa no Brasil e no mundo, disponível no blog Tambor da Aldeia, no endereço www.tambordaaldeia.jor.br. Também mantém o blog Observatório da Imprensa Livre, no endereço https://observatorioimprensalivre.blogspot.com/, e atualmente é produtor do programa de rádio Conexão 30, na FM Cultura 107,7.
É também conselheiro da Associação Brasileira de Imprensa (ABI), com mandato até 2028, integrando a Comissão de Defesa da Liberdade de Imprensa e dos Direitos Humanos, onde é um dos subcoordenadores.

## Já escreveu e divulgou seguintes publicações
- 1995 – a pesquisa “Previdência Brasileira - As Bases para um Novo Modelo”
- 1997 – o livro “Corporação Brasil” [4]
- 1998 – a cartilha “A Nova Aposentadoria Sem Dúvidas”[5]
- 2000 – a coletânea “O Abismo de Canarrocos” [6]
- 2004 – a cartilha “Aposentadoria do Servidor Público - Novas Regras” [7]
- 2008 – a coletânea “Incógnitas de Pindorama”[8]
- 2008 – a cartilha “Subsídio, Aposentadorias e Pensões”, disponível “on-line”
- 2010 – o livro dos 60 anos de História da Anfip, em conjunto com Clemilce Carvalho (RJ)
- 2012 – a coletânea “Olhar sobre o Trênio”[9]
- 2014 – a coletânea digital (e-book) “Entre o Malawi e a Noruega”[10]
- 2017 – a coletânea “A duras penas” [11]
- 2024 – a coletânea “Nação Desigual e outras Crônicas”